# Castelnuovo Gherardi
Castelnuovo Gherardi è una frazione del comune cremonese di Pozzaglio ed Uniti posta a nordest del centro abitato.

## Storia
La località era un piccolo villaggio agricolo di antica origine del Contado di Cremona con 135 abitanti a metà Settecento.
In età napoleonica, dal 1810 al 1816, Castelnuovo Gherardi fu frazione di Corte de' Frati, recuperando l'autonomia con la costituzione del Regno Lombardo-Veneto. Nel 1841 annesse Villanuova con Brazzoli.
All'unità d'Italia nel 1861, il comune contava 591 abitanti.
Nel 1867 il comune di Castelnuovo Gherardi venne aggregato a Pozzaglio ed Uniti.